# 27e armée (Union soviétique)
Pour les articles homonymes, voir 27e armée.
La 27e armée soviétique, une des grandes formations de l'Armée rouge, est créée en Union soviétique.

## Historique
L'armée est fondée en mai 1941. Elle participe à la Occupation des pays baltes. En 1941 durant les combats, les désertions massives des estoniens du 22e corps ont lieu du 9 au 10 juillet 1941. De juin à octobre 1941, la 27e Armée combat vers le Dvina septentrionale et à Kholm et Demiansk. Le 1er novembre 1941, les forces de l'armée sont réduites aux 23e et 33e divisions d'infanterie, au 613e régiment d'artillerie et à la 28e division de chars ainsi qu'à trois bataillons d'ingénieurs.

## Commandant
- Nikolaï Berzarine, général, 1941 - 1942
- Fiodor Petrovitch Ozerov, major-général, du 22.05.1942 au 29.01.1943
- Sergueï Gueorguievitch Trofimenko (en), lieutenant-général depuis le 13.09.1944, colonel-général du 29.01.1943 au 09.05.1945